# Zgromadzenie Ludowe (Syria)
Zgromadzenie Ludowe (oryg. arab. مجلس الشعب, Madżlis asz-Szab) – konstytucyjny, jednoizbowy organ władzy ustawodawczej w Syrii.

## Historia

### Rządy baasistów
Deputowani do Zgromadzenia Ludowego wybierani byli wcześniej w powszechnych, tajnych, równych i bezpośrednich wyborach. W pierwszych latach po uchwaleniu syryjskiej konstytucji w 1973 Zgromadzenie Ludowe liczyło 195 deputowanych. W 1990 zwiększono tę liczbę do 250. Konstytucja zastrzegała, że przynajmniej połowa deputowanych musiała legitymować się pochodzeniem chłopskim lub robotniczym, zaś prywatni przedsiębiorcy mogli zasiadać w Zgromadzeniu od 1990, jednak wyłącznie jako deputowani niezrzeszeni. Zgromadzenie Ludowe pracował w trybie sesyjnym, na trzech sesjach zwykłych rocznie.
Zgodnie z konstytucją Syrii do kompetencji Zgromadzenia Ludowego należało uchwalanie budżetu, uchwalanie ustaw, prowadzenie dyskusji o polityce rządu, zgłaszanie wotum nieufności wobec rządu lub poszczególnych ministrów. Zgromadzenie Ludowe wybierało również prezydenta spośród kandydatów przedstawionych przez Przywództwo Regionalne syryjskiej partii Baas. Kadencja Zgromadzenia Ludowego trwała cztery lata. W praktyce parlament nie odgrywał w systemie politycznym Syrii w trakcie rządów partii Baas większej roli, toczone w nim dyskusje nie dotyczyły zagadnień związanych z obronnością, bezpieczeństwem wewnętrznym czy polityką zagraniczną, koncentrując się wokół bieżących problemów społecznych i ekonomicznych. Parlament legitymizował politykę autorytarnych władz w pierwszej z wymienionych grup obszarów, w drugiej służyło im jako ciało konsultacyjne. Jak pisał Łukasz Fyderek

Parlament stanowi przestrzeń dla kontrolowanej gry interesów wybranych grup syryjskiego społeczeństwa; z punktu widzenia poszczególnych deputowanych jest to miejsce służące do budowania i podtrzymywania koneksji, a zarazem płaszczyzna, na której dochodzi do mediacji między patronami posiadającymi dostęp do ośrodków decyzyjnych w rządzie i partii a ich klientelą polityczną

### Po reżimie baasistowskim
Po upadku reżimu Al-Asada 8 grudnia 2024 roku zgromadzenie opublikowało oświadczenie, w którym nazwało ten dzień „historycznym dniem w życiu wszystkich Syryjczyków”, stwierdzając, że będzie działać na rzecz zapewnienia przestrzegania praworządności bez dyskryminacji. Oświadczenie zawierało nowy herb Syrii z flagą syryjskiej opozycji.
11 grudnia Partia Baas wstrzymała na czas nieokreślony wszelką działalność. Następnego dnia syryjski rząd przejściowy zawiesił zgromadzenie i konstytucję na trzymiesięczny okres przejściowy. Zgromadzenie Ludowe zostało rozwiązane 29 stycznia 2025 roku, kiedy syryjski rząd tymczasowy ogłosił plany ustanowienia tymczasowej rady legislacyjnej. Po przyjęciu tymczasowej konstytucji Syrii z 2025 roku ustanowiono tymczasowy parlament zwany Zgromadzeniem Ludowym, którego jedną trzecią członków mianował prezydent.